# Reinhold Bartsch
Reinhold Bartsch herbu Wiewiórka – ławnik pucki w latach 1662–1683.
Poseł sejmiku lęborskiego i bytowskiego na sejm 1649/1650 roku, poseł sejmiku generalnego pruskiego na sejm 1650, sejm zwyczajny 1652 roku i sejm abdykacyjny 1668 roku.